# Louis Remy de la Fosse

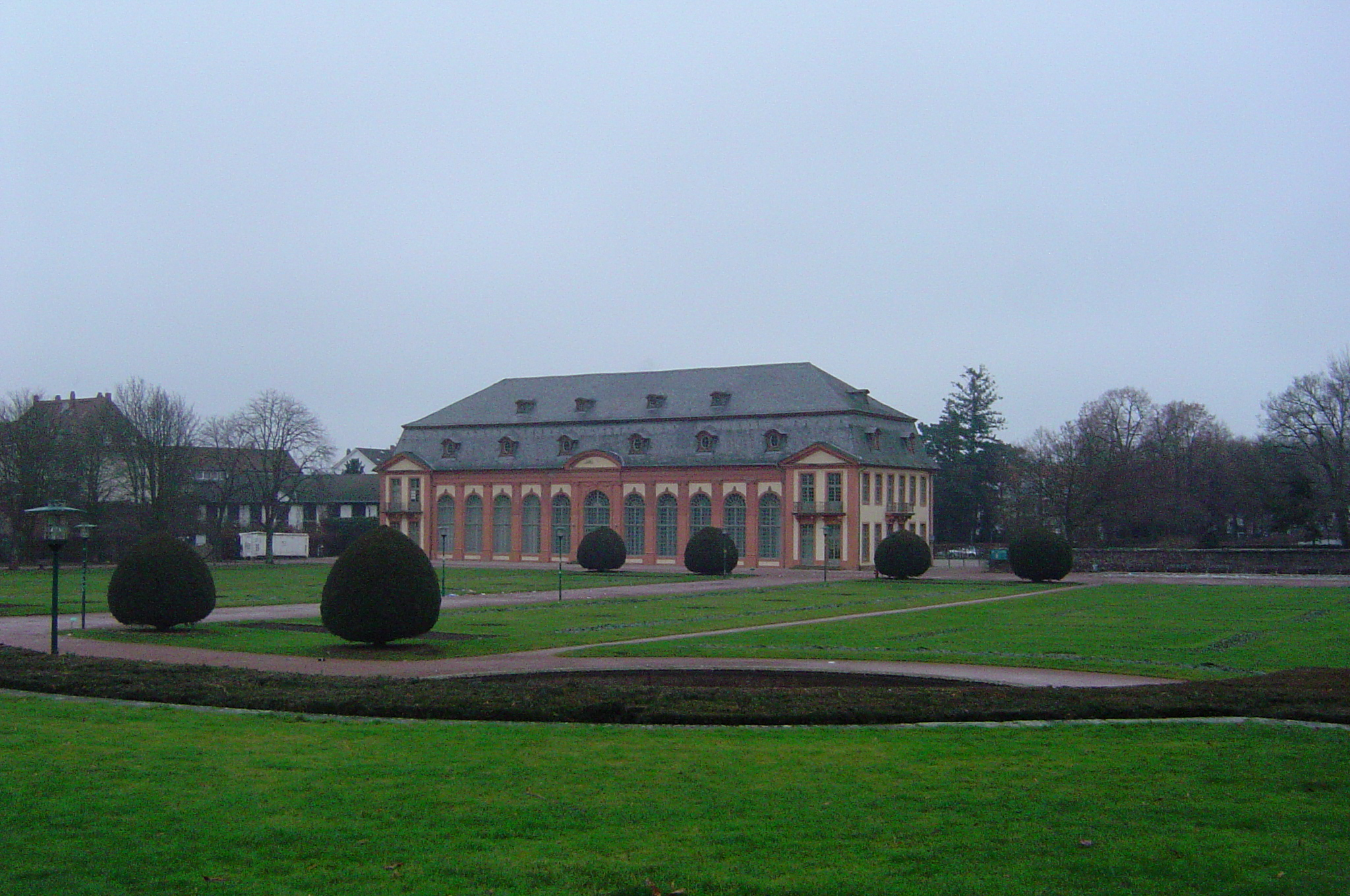
Oranżeria w Darmstadt - fasada południowa

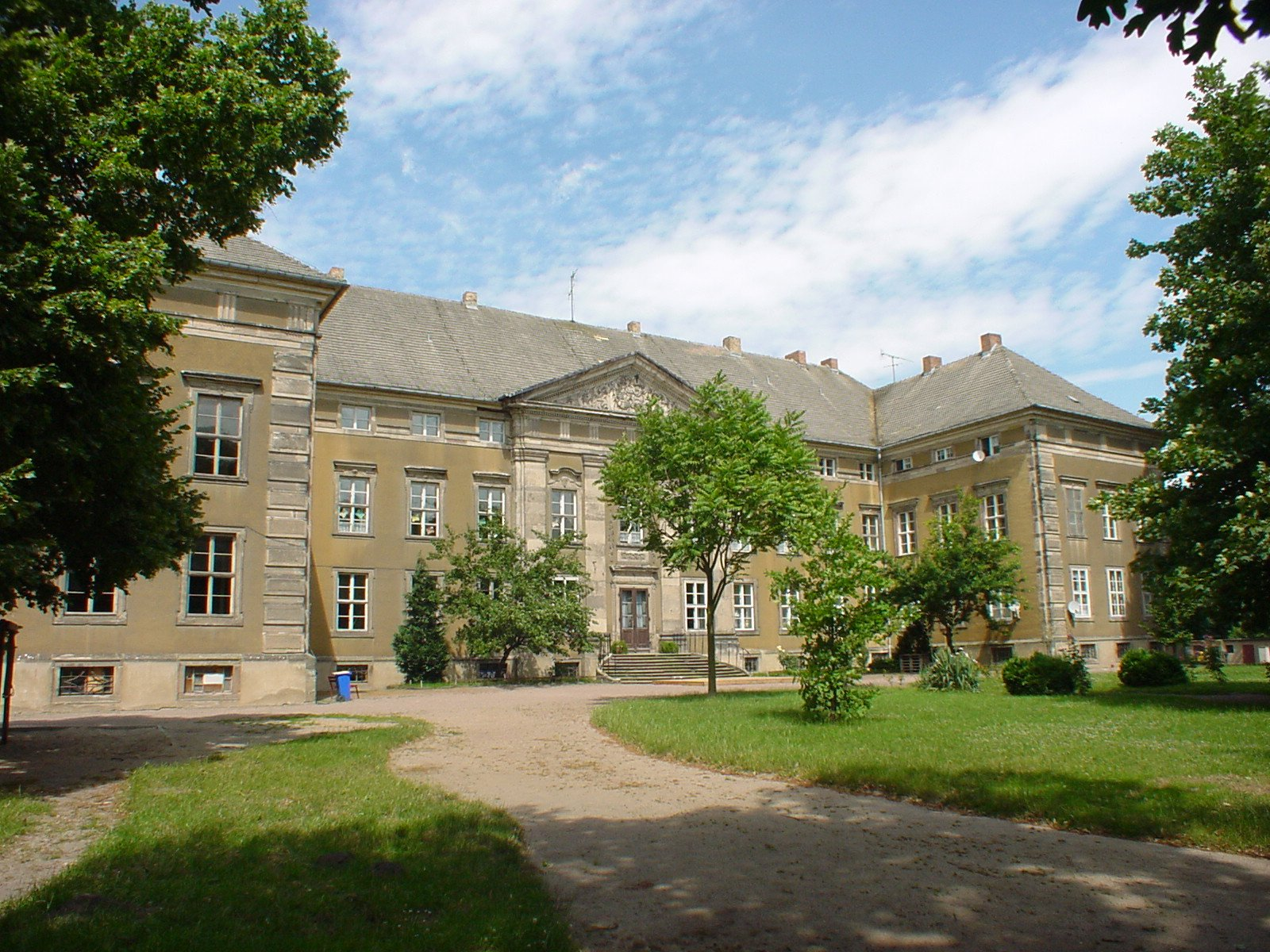
Barokowy pałac Ostrau

Louis Remy de la Fosse znany również jako Nicolas de/le Rouge (ur. ok. 1659 we Francji, zm. 17 września 1726 w Darmstadt) – francuski architekt doby baroku, działający głównie na terenie Niemiec.

## Życie
Niewiele wiadomo o jego życiu prywatnym. Prawdopodobnie jego ojcem był malarz Charles de Lafosse. 
Pierwsze zlecenia dostawał w Berlinie, gdzie jego mistrzem był Johann Friedrich Eosander. Z 1705 pochodzą jego szkice pałacu Charlottenburg w Berlinie, nigdy nie zrealizowane. W latach 1706–09 Fosse pracował na dworze Jerzego I w Hanowerze, następnie w Kassel (1710-11) i ponownie w Hanowerze do 1714. Od 1714 roku zatrudniał go Ernest Ludwik, landgraf Hesji-Darmstadt, u którego Fosse zajmował stanowisko głównego budowniczego. Nadzorował wszelkie prace budowlane w księstwie, był m.in. odpowiedzialny z regulację Renu.

## Projekty architektoniczne
- 1706: Rundpavillons w ogrodach w Hanowerze-Herrenhausen (niem. Herrenhäuser Gärten),
- 1706-19: Ständehaus przy Osterstraße w Hanowerze (wyburzony w 1881),
- 1706-09: pałacyk myśliwski (niem. Jagdschloss) w Göhrde koło Lüneburga,
- 1707-09: bawialnia (niem. Lusthaus) "Fantaisie" dla hrabiny Kielmannsegg-Platen w ogrodach w Herrenhausen,
- 1707-09: pawilony narożne (niem. Eckpavillons) w ogrodach w Herrenhausen ,
- 1709/10: pierwsze szkice kościoła Św. Klemensa w Hanowerze,
- 1711/12: Pagenhaus w Herrenhausen,
- 1712: Nowa Masztarnia (niem. Neuer Marstall) w Hanowerze (do dziś zachowała się brama, obok Muzeum Historycznego przy obecnym Hohes Ufer),
- 1713: plan pałacu Monbrillant w późniejszym ogrodzie w Herrenhausen dla grafa von Platen (zrealizowany w latach 1717-20 przez J.C. Böhma),
- 1713: barokowy pałac Ostrau koło Halle,
- 1715-26: rezydencja w Darmstadt - barokowa fasada południowa,
- 1716-21: Herrengarten i oranżeria w Darmstadt (w dzielnicy Bessungen),
- 1720: projekt pałacu w Mannheimie,
- 1723-32: prace przy pałacu Kleinheubach (pośmiertnie, według jego projektów).

## Literatura
- Piotr Napierała, Hesja-Darmstadt w XVIII stuleciu. Wielcy władcy małego państwa, Wydawnictwo Naukowe UAM, Poznań 2009, s. 47-48.
- Darmstadt in der Zeit des Barock und Rokoko - Louis Remy de La Fosse, Magistrat der StadtDarmstadt, 1980
- Horst Kruse, Das Ständehaus 1710-1881 und der Architekt Remy de la Fosse, [w:] Hannoversche Geschichtsblätter, N.F. 51, 1997, s. 195-284.
- Michel Racine (wyd.), Créateurs de jardins et de paysages de la Renaissance au XXIe siècle, tom 1, De la Renaissance au début du XIXe siècle, Arles, 2001, s. 143.